# Campeonato Europeo de Piragüismo en Maratón de 2023
El XIX Campeonato Europeo de Piragüismo en Maratón se celebró en Slavonski Brod (Croacia) entre el 13 y el 17 de julio de 2023 bajo la organización de la Asociación Europea de Piragüismo (ECA) y la Federación Croata de Piragüismo.
Las competiciones se realizaron en el río Sava.

## Medallistas

### Distancia corta

#### Masculino
| Evento     | Oro                                  | Plata                                | Bronce                           |
| ---------- | ------------------------------------ | ------------------------------------ | -------------------------------- |
| K1 (13.07) | Eivind Vold · Noruega · 13:25,95     | José Ramalho Portugal 13:28,25       | Mads Pedersen Dinamarca 13:29,99 |
| C1 (13.07) | Mateusz Borgieł · Polonia · 15:03,94 | Mateusz Zuchora · Polonia · 15:08,89 | Diego Romero · España · 15:14,78 |

#### Femenino
| Evento     | Oro                                 | Plata                                 | Bronce                           |
| ---------- | ----------------------------------- | ------------------------------------- | -------------------------------- |
| K1 (13.07) | Vanda Kiszli · Hungría · 14:54,37   | Kristina Bedeč Serbia 15:07,72        | Eva Barrios · España · 15:08,85  |
| C1 (13.07) | Liudmyla Babak · Ucrania · 17:20,84 | Olena Tsyhankova · Ucrania · 17:40,51 | María Martín · España · 18:41,34 |

### Maratón clásico

#### Masculino
| Evento     | Oro                                                      | Plata                                                      | Bronce                                                 |
| ---------- | -------------------------------------------------------- | ---------------------------------------------------------- | ------------------------------------------------------ |
| K1 (15.07) | Mads Pedersen Dinamarca 2:08:45,17                       | Iván Alonso Lage · España · 2:09:38,42                     | Eivind Vold · Noruega · 2:12:10,06                     |
| K2 (16.07) | Quentin Urban Jérémy Candy Francia 1:31:41,58            | José Ramalho Alfredo Fária Portugal 1:31:43,46             | Adrián Boros · Kolozsvári Brúnó · Hungría · 1:31:49.14 |
| C1 (15.07) | Manuel Garrido · España · 1:48:18,80                     | Márton Kövér · Hungría · 1:49:33,91                        | Manuel Antonio Campos · España · 1:49:51,32            |
| C2 (16.07) | Mateusz Zuchora · Mateusz Borgieł · Polonia · 1:45:11,93 | Manuel Antonio Campos · Diego Romero · España · 1:45:26,27 | Fernando Busto · Diego Miguens · España · 1:45:36.77   |

#### Femenino
| Evento     | Oro                                                  | Plata                                              | Bronce                                                |
| ---------- | ---------------------------------------------------- | -------------------------------------------------- | ----------------------------------------------------- |
| K1 (15.07) | Vanda Kiszli · Hungría · 2:04:00,31                  | Zsófia Vörös · Hungría · 2:07:11,80                | Eva Barrios · España · 2:07:33,46                     |
| K2 (16.07) | Evelin Csengeri · Panna Sinkó · Hungría · 1:43:06,41 | Csilla Rugási · Panna Csépe · Hungría · 1:43:10,13 | Tania Álvarez · Tania Fernández · España · 1:43:16,14 |
| C1 (15.07) | Liudmyla Babak · Ucrania · 1:22:49,60                | Paulina Grzelkiewicz · Polonia · 1:26:28,84        | Yseline Huet Francia 1:26:53,31                       |

## Medallero
| Núm. | País      | Oro | Plata | Bronce | Total |
| ---- | --------- | --- | ----- | ------ | ----- |
| 1    | Hungría   | 3   | 3     | 1      | 7     |
| 2    | Polonia   | 2   | 2     | 0      | 4     |
| 3    | Ucrania   | 2   | 1     | 0      | 3     |
| 4    | España    | 1   | 2     | 7      | 10    |
| 5    | Dinamarca | 1   | 0     | 1      | 2     |
| 5    | Francia   | 1   | 0     | 1      | 2     |
| 5    | Noruega   | 1   | 0     | 1      | 2     |
| 8    | Portugal  | 0   | 2     | 0      | 2     |
| 9    | Serbia    | 0   | 1     | 0      | 1     |
|      | TOTAL     | 11  | 11    | 11     | 33    |